# هاتشي فاطمة ساري (باخرة)
الباخرة هاتشي فاطمة ساري (بالأحرف اللاتينية: Haci Fatma Sari) هي سفينة شحن كانت سابقا تابعة للشركة التونسية للملاحة، صنعت عام 1976، وبدأت أول خدمة لها في تونس عام 1977 باسم صهيب. بيعت عام 1999 لشركة تركية فصار اسمها Ata K، ثم بيعت عام 2000 لشركة تركية أخرى فصار اسمها Merhaba-1، ثم بيعت عام 2002 لشركة تركية أخرى فصار اسمها Soli، وأخيرا بيعت عام 2007 لشركة تركية أخرى ليصبح اسمها Haci Fatma Sari .